# Kîrîlivka (Cuialnic), Bârzula
Kîrîlivka (în ucraineană Кирилівка) este un sat în comuna Cuialnic din raionul Bârzula, regiunea Odesa, Ucraina.

## Demografie
Componența lingvistică a localității Kîrîlivka
     Ucraineană (100%)
Conform recensământului din 2001, toată populația localității Kîrîlivka era vorbitoare de ucraineană (100%).